# Tràng Các
Tràng Các là một xã thuộc huyện Văn Quan, tỉnh Lạng Sơn, Việt Nam.
Xã Tràng Các có diện tích 18,19 km², dân số năm 1999 là 2.415 người, mật độ dân số đạt 133 người/km².
Theo thống kê năm 2019, xã Tràng Các có diện tích 18,19 km², dân số là 1.976 người, mật độ dân số đạt 109 người/km².